# Измайловка (Краснодарский край)
Измайловка — село в Хостинском районе муниципального образования город-курорт Сочи Краснодарского края России. Входит в состав Раздольского сельского округа.

## География
Село находится в западной части края, в предгорной зоне Причерноморского побережья, в долине реки Мацесты. Фактически слилось с селом Верховское в одно селение.

## История
Согласно Закону Краснодарского края от 1 апреля 2004 года № 679-КЗ село Измайловка вошло в состав образованного муниципального образования город-курорт Сочи.

## Население
| 2002 | 2010  |
| ---- | ----- |
| 1297 | ↘1290 |

Национальный состав
Согласно результатам переписи 2002 года, в национальной структуре населения русские	составляли 86 % от 1297 жителей.

## Инфраструктура
Общеобразовательная школа № 55. 
Чайсовхоз.
Развит туризм.

## Транспорт
Доступен автомобильный транспорт. Остановка автобусного маршрута 120 (на декабрь 2019).